# 苏宁控股
蘇寧控股（英語：Suning Holdings Group；全稱：蘇寧控股集團有限公司，又稱：蘇寧集團），是於1990年12月26日在中國江蘇省成立的跨國公司和上市公司，秉承「引領產業生態、共創品質生活」的企業使命，產業經營不斷拓展，形成八大產業板塊協同發展的格局。
2017年，以4129.5億元的規模位居中國民營企業500強第二名。

## 產業
- 蘇寧易購
- 蘇寧置業
- 蘇寧金融
- 蘇寧文創
- 蘇寧體育
- 蘇寧投資
- 蘇寧物流
- 蘇寧科技

## 外部連結
- （英文）蘇寧控股全球
- （简体中文）蘇寧控股中國大陸